# نیکولای کوستیلف
نیکولای کوستیلف (روسی: Николай Григорьевич Костылев؛ ۴ مارس ۱۹۳۸ – ۷ نوامبر ۱۹۹۳) وزنه‌بردار اهل شوروی بود.
وی در مسابقات کشوری و بین‌المللی در مجموع برندهٔ ۳ مدال طلا شده‌است.